# فاليريو إليزي
فاليريو إليزي هو لاعب كرة قدم كندي في مركز الهجوم، ولد في 5 سبتمبر 1966 في هاميلتون في كندا. لعب مع نادي أسكولي.